# Agapetes kingdonis
Agapetes kingdonis är en ljungväxtart som beskrevs av Airy Shaw. Agapetes kingdonis ingår i släktet Agapetes och familjen ljungväxter. Inga underarter finns listade i Catalogue of Life.